# Milice forestière
La Milice forestière (en italien: Milizia forestale (plus tard Garde nationale républicaine des montagnes et forêts (en italien: Guardia Nazionale Repubblicana della Montagna e delle Foreste) dans la République sociale italienne) était une spécialisation de la Milice volontaire pour la sécurité nationale (en italien: Milizia Volontaria per la Sicurezza Nazionale - MVSN), créée en 1926 pendant les 20 ans de la période fasciste en Italie.

## Histoire
Il a été créé, à l'initiative d'Italo Balbo, par le décret-loi royal n° 1066 du 16 mai 1926, afin de doter l'État d'un organe vital et discipliné pour mettre en œuvre les directives du gouvernement Mussolini dans le domaine de la politique forestière. Le décret a simultanément supprimé le Corps forestier royal.
Au départ, les soldats ont été recrutés parmi le personnel de garde du Corps forestier royal supprimé et parmi le personnel affecté à la surveillance de la pêche et à la garde des bergeries royales, composé d'officiers provenant en partie des rôles techniques forestiers et en partie d'officiers de l'armée royale et d'autres forces armées. Les officiers ont été recrutés parmi les diplômés universitaires en sciences agricoles ou en ingénierie qui avaient suivi un cours spécial d'éducation forestière et militaire, les sous-officiers et les soldats parmi ceux qui avaient respectivement suivi avec succès les écoles de sous-officiers et de soldats. En 1930, la Milice comptait 337 officiers et 3 441 sous-officiers et chemises noires, et au cours de la décennie suivante, ce nombre allait passer à plus de 20 000.
Le commandement a été initialement confié au général de l'armée royale Giuseppe Boriani et, à partir de 1928, au lieutenant général Augusto Agostini.
Elle a ensuite été réorganisée par le RR. DD. LL. 27 juin 1935 n° 1433, 7 mai 1936 n° 882 et 23 novembre 1937 n° 2359. Elle dépendait disciplinairement du Commandement général de la Milice volontaire pour la sécurité nationale italienne (Milizia Volontaria per la Sicurezza Nazionale Italiana), techniquement et administrativement du ministère de l'Économie nationale et, à partir de 1929, du ministère de l'Agriculture et des Forêts.

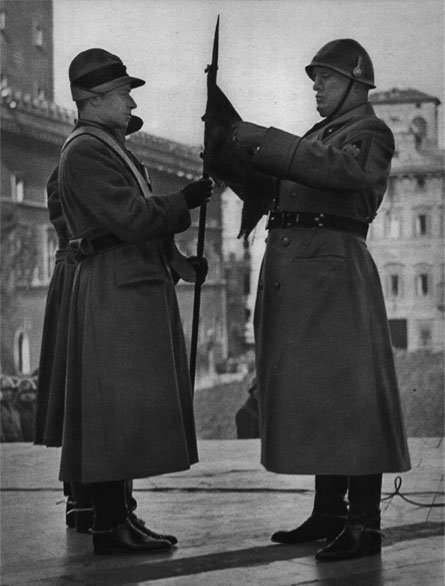
Mussolini décore le fanion de la Milizia forestière de la médaille d'argent de la valeur militaire pour les opérations en Afrique orientale. Altare della Patria, Rome, 1 février 1937.

### Ascari forestiers
La 11e légion de la Milice forestière nationale a été formée en Afrique orientale italienne et organisée en cinq noyaux. Le commandement se trouvait à Addis-Abeba, où se trouvait également l'école pour les recrues locales. En effet, si les officiers sont des nationaux, la troupe est en grande partie composée d'ascendants forestiers. L'uniforme était caractérisé par la frise de la Milice sur le tarbouche et le gland et la ceinture verts.
Agostini a dirigé la cohorte de la milice forestière de l'AOI, qui s'est embarquée pour la guerre d'Éthiopie le 8 octobre 1935. Après avoir débarqué en Somalie italienne, la cohorte est rattachée à la colonne Celere "Agostini" et se distingue notamment lors de la deuxième bataille de l'Ogaden.

### Milice fasciste de la forêt albanaise
Après l'attribution de la couronne du royaume d'Albanie à Victor-Emmanuel III le 16 avril 1939, les forces armées et de police albanaises ont été fusionnées avec celles de l'Italie. Avec la création, le 2 juin 1939, du Parti fasciste albanais, subordonné à Benito Mussolini et au Parti national fasciste italien, la Milice fasciste albanaise (Milicia Fashiste Shqiptare - MFS) a été créée aux termes du décret Luogotenenziale n° 91 du 14 août 1939, encadrée dans la Milice volontaire pour la sécurité nationale italienne (Milizia Volontaria per la Sicurezza Nazionale Italiana) et également placée sous le commandement du chef du gouvernement italien.
Dans le même temps, la Milizia fascista forestale est créée, indépendante de la Milice fasciste albanaise et encadrée par la Milizia forestale. Il a été investi des mêmes tâches que son homologue italien. La force s'élevait à une légion, la 12e légion de la milice des forêts nationales (MNF), qui était incluse dans l'état-major de la milice des forêts nationales.

### Seconde guerre mondiale et période d'après-guerre
Pendant la Seconde Guerre mondiale, cette légion a été rattachée à la 9e armée de la Regio Esercito et déployée en Yougoslavie et en Grèce pour des activités antipartisanes. Il a été employé à la fois dans des tâches de garnison et dans des activités opérationnelles, principalement dans les Balkans. En 1941, le commandant historique Agostini est remplacé par Lorenzo Chierici, jusqu'en avril 1943, date à laquelle ce dernier devient chef de la police italienne.
Après l'armistice de Cassibile, le 8 septembre 1943, les unités actives sur le territoire de la République sociale italienne passent sous le commandement de la Garde nationale républicaine (Guardia Nazionale Repubblicana). Avec le décret législatif du Duce n° 908 du 11 décembre 1944, la République sociale italienne renomme la Milice la Garde nationale républicaine des montagnes et des forêts (Guardia nazionale repubblicana della montagna e delle foreste), organisée sur un commandement supérieur, une école de cadets, un bataillon opérationnel, 7 légions et une cohorte et 4 centuries autonomes.
Une fois la parenthèse fasciste terminée, le commandement allié émet un décret pour reconstituer la Milizia forestale (23 mai 1945). Le 12 mars 1948, le corps forestier d'État (Corpo forestale dello Stato - CFS) a été créé.

## Organisation
La Milizia forestale était composée d'un commandement de groupe de la Légion dont dépendaient directement les commandements de la Légion, d'une cohorte autonome basée à Cagliari, d'un dépôt et de deux écoles (sous-officiers et miliciens).
La légion, la cohorte, la centurie, le manipule et le détachement constituaient, par ordre hiérarchique, les départements de la Milice Forestière Nationale et deux ou plusieurs commandements du rang immédiatement inférieur dépendaient du commandement de chaque Légion, cohorte, centurie, manipule et escouade.
Les commandements commandés par des officiers, qui vont de la légion au manipule, ont des tâches techniques administratives et disciplinaires, les services commandés par des diplômés, qui vont de l'escouade au détachement, remplissent principalement des fonctions de police.
Il y avait sept légions basées : I à Udine, II à Trente, III à Turin, IV à Florence, V à Rome, VI à Caserte et VII à Reggio Calabria. Les cohortes vingt-huit, les centuries soixante-seize, les manipules deux cent un, les escouades six cent soixante-quatorze et les détachements deux mille quarante-quatre. Toutes les légions ont été formées le 1er septembre 1926. Ceux-ci sont rejoints en 1926 par la 1ère cohorte autonome ; la 2e cohorte autonome est formée le 1er janvier 1927.
En 1936, l'ordre est modifié : les légions sont portées à neuf, plus une légion sur deux cohortes en Libye italienne, une sur cinq cohortes en Afrique orientale italienne et une dans le royaume d'Albanie.

## Tâches
Les tâches spécifiques de la milice consistaient en les fonctions suivantes:
- défense et accroissement du patrimoine forestier national.
- gestion forestière, c'est-à-dire la gestion rationnelle du patrimoine forestier et pastoral des communes et d'autres organismes, dont l'organisme autonome Azienda foreste demaniali.
- les pépinières forestières.
- systèmes hydrauliques-forestiers, consolidation des dunes et, en général, travaux de défense contre l'instabilité hydrogéologique
- un plus grand développement de l'économie montagnarde en général, la surveillance de la chasse, de la pêche, la garde des bergeries royales et des chemins royaux.
- contribution à la protection de l'ordre public, mais toujours dans le domaine forestier.

Ces fonctions techniques étaient encadrées par les tâches générales de toutes les milices en temps de paix :
- service auxiliaire de sécurité publique.
- la police militaire.
- l'assistance et les secours en cas de catastrophe.

En temps de guerre, en cas de mobilisation, la milice se chargerait des tâches suivantes :
- la police militaire et les gardes-frontières.
- contribution à la protection et à la surveillance des lignes ferroviaires, télégraphiques et téléphoniques.

## Uniformes et équipements
Le personnel de la milice de la forêt nationale portait l'uniforme gris-vert du MVSN, avec des jambières en cuir naturel et un bandolier. Il se distinguait par un chapeau des alpini ne comportant qu'un pompon sans plume (dit « chapeau de veuve ») avec une bande et un liseré noirs, et par l'enfilage vert des flammes, frises et contre-filets noirs. Comme pour l'ensemble du MVSN, les bandes de licteurs ont remplacé les étoiles des Forces Armées Royales sur les flammes.
La frise était représentée par un aigle aux ailes déployées sur deux haches croisées et un licteur fasces.
Le premier labarum était représenté en 1927 par l'inscription "MILIZIA NAZIONALE FORESTALE" (aigle couronné avec deux haches croisées sur un fascio littorio), de couleur noire, le dos était également noir sans aucune inscription ou symbole. Par la suite, seule la couleur est passée du noir au vert et le dos ne portait aucune inscription ou symbole...dans les années suivantes, vers le début des années 1930, la Commission forestière a décidé de changer le signe
sur le labarum, l'aigle de la Milice remplaçait l'aigle couronné avec deux haches croisées et le numéro et le nom de la Légion dont elle faisait partie étaient brodés sur la partie inférieure sous l'aigle, la couleur du labarum restait verte et le tricolore était sur le dos.
Les agents étaient armés de pistolets ou de revolvers. Les adjudants (maréchaux) étaient armés d'un revolver Bodeo Mod. 1889 et de pistolets semi-automatiques Beretta Mod. 23. Les autres sous-officiers et les Chemises Noires (CC.NN.) étaient armés de mousquets de cavalerie Carcano Mod. 91 et de fusils semi-automatiques Beretta Mod. Mab 18/30 cal. 9 mm, spécialement adoptés pour la Milizia forestale et reconnaissables par un aigle avec un faisceau de licteur sur le canon, d'un pistolet rotatif Mod. 1889 et de pistolets Beretta Mod. 23.

## Chronologie

### Ordonnancement: 1926-1927
- Commandement général
- 1ª Legione milizia nazionale forestale (Udine)
  - Cohortes territoriales : Udine, Trieste, Belluno
- 2ª Legione milizia nazionale forestale (Trento)
  - Cohortes territoriales : Trento, Bolzano, Brescia, Bergame, Vicenza
- 3ª Legione milizia nazionale forestale (Turin)
  - Cohortes territoriales : Turin, Cuneo, Novara, Genova
- 4ª Legione milizia nazionale forestale (Firenze)
  - Cohortes territoriales : Florence, Parme, Bologne
- 5ª Legione milizia nazionale forestale (Rome)
  - Cohortes territoriales : Roma, Perugia, L’Aquila, Chieti
- 6ª Legione milizia nazionale forestale (Caserte)
  - Cohortes territoriales : Salerno, Avellino, Bari, Potenza
- 7ª Legione milizia nazionale forestale (Reggio Calabria)
  - Cohortes territoriales : Cosenza, Catanzaro, Reggio Calabria
- I Coorte autonoma (Messina)
- II Coorte autonoma (Cagliari)
- Scuola allievi militi (École militaire de cadets) (Cittaducale)
- Scuola allievi sottufficiali (École des élèves officiers) (Cittaducale)

### Ordonnancement: 1939
- Commandement général
- 1ª Legione milizia nazionale forestale (Udine)
  - Commandement général : Udine, Gorizia, Trieste, Pola, Fiume
- 2ª Legione milizia nazionale forestale (Trento)
  - Commandement général : Trento, Bolzano, Belluno, Verona, Vicenza, Treviso, Rovigo, Venezia
- 3ª Legione milizia nazionale forestale (Brescia)
  - Commandement général : Brescia, Bergame, Como, Cremona, Mantova, Pavia, Sondrio
  - Centurie autonome : Milan, Varese
- 4ª Legione milizia nazionale forestale (Turin)
  - Commandement général : Turin, Alessandria, Aosta, Asti, Cuneo, Novara, Vercelli
  - 4 centurie autonome liguri
- 5ª Legione milizia nazionale forestale (Bologna)
  - Commandement général : Bologne, Ferrara, Forlì, Modena, Parma, Piacenza, Reggio Emilia
- 6ª Legione milizia nazionale forestale (Firenze)
  - Commandement général : Florence, Arezzo, Grosseto, Livorno, Lucca, Pise, Pistoia, Siena
- 7ª Legione milizia nazionale forestale (Rome)
  - Commandement général : Rome, L'Aquila, Teramo, Pescara
  - Centurie autonome : Ancône, Pesaro, Macerata, Chieti
- 8ª Legione milizia nazionale forestale (Caserte)
  - Commandement général : Salerno, Avellino, Bari, Potenza
- 9ª Legione milizia nazionale forestale (Reggio Calabria)
  - Commandement général : Cosenza, Catanzaro, Reggio Calabria
- 10ª Legione milizia nazionale forestale (Tripoli)
  - Commandement général : Tripoli, Bengasi
- 11ª Legione milizia nazionale forestale (Addis Abeba)
  - 5 nuclei autonomi
- 12ª Legione milizia nazionale forestale (Tirana
- I Coorte autonoma (Messina)
- II Coorte autonoma (Cagliari)
- III Coorte autonoma (Rome)

- Coorte milizia forestale AOI (Cohorte de miliciens forestiers de l'AOI) (1935-36)
- Accademia militare forestale (Académie militaire forestière) (Firenze-Vallombrosa)
- Scuola allievi sottufficiali (École des élèves officiers) (Vallombrosa)
- Scuola allievi militi (École militaire de cadets) (Cittaducale)

## Commandants
- Général Giuseppe Boriani (30 juin 1926 - 31 janvier 1928)
- Lieutenant Général Augusto Agostini (31 janvier 1928 - 5 décembre 1941)
- Préfet Lorenzo Chierici (5 décembre 1941 - avril 1943)

## Honneurs accordés au drapeau de guerre du corps d'armée
- Croix de chevalier de l'ordre militaire de Savoie - guerre italo-éthiopienne, 1935-1936
- Médaille d'argent pour la valeur militaire - guerre italo-éthiopienne, 1935-1936

## Source
- (it) Cet article est partiellement ou en totalité issu de l’article de Wikipédia en italien intitulé « Milizia forestale » (voir la liste des auteurs).